# مايك هيغينز
مايك هيغينز (17 فبراير 1967 في الولايات المتحدة - ) (بالإنجليزية: Mike Higgins)‏ هو لاعب كرة سلة أمريكي في مركز هجوم قوي الجسم. لعب مع دنفر ناغتس ولوس أنجلوس ليكرز.

## وصلات خارجية
- مايك هيغينز على موقع إن بي أي (الإنجليزية)
- مايك هيغينز على موقع سبورتس رفرنس (الإنجليزية)
- مايك هيغينز على موقع الدوري الإسباني لكرة السلة (الإسبانية)
- مايك هيغينز على موقع كرة السلة الأوروبية.كوم (الإنجليزية)
- مايك هيغينز على موقع ريلجم (الإنجليزية)
- مايك هيغينز على موقع بروبوليرز (الإنجليزية)
- مايك هيغينز على موقع سبورتس رفرنس (الإنجليزية)